# Calcio Padova 1991-1992
Questa pagina raccoglie i dati riguardanti il Calcio Padova nelle competizioni ufficiali della stagione 1991-1992.

## Stagione
Il Padova nel 1991-1992 ha preso parte al campionato di Serie B e si è classificata all'undicesimo posto con 36 punti, a pari merito con Piacenza, Bologna e Modena. La stagione è iniziata per i patavini con l'allenatore Bruno Mazzia. Il girone di andata termina con i biancorossi a 20 punti, alle spalle delle compagini più blasonate. Dopo 31 giornate a metà aprile, dopo la sconfitta interna (0-1) con la Reggiana, e con i biancoscudati a 28 punti, in lotta per non retrocedere, al posto di Bruno Mazzia viene chiamato Mauro Sandreani, il quale raccoglie gli 8 punti che risulteranno necessari per portare il Padova all'obiettivo minimo, quello di mantenere la categoria. Miglior marcatore stagionale Angelo Montrone autore di 12 reti. In Coppa Italia la squadra superò al primo turno la Salernitana, quindi venne eliminata al turno successivo dall'Atalanta.

## Organigramma societario
Dirigenza
- Presidente: Marino Puggina

Staff tecnico
- Allenatore: Bruno Mazzia (esonerato alla 31ª giornata), poi Mauro Sandreani e Franco Pezzato[1]

## Rosa
| N. |                   | Ruolo | Calciatore           |
| -- | ----------------- | ----- | -------------------- |
|    | Italia (bandiera) | P     | Adriano Bonaiuti     |
|    | Italia (bandiera) | P     | Ennio Dal Bianco     |
|    | Italia (bandiera) | D     | Giancarlo Cinetto    |
|    | Italia (bandiera) | D     | Davide Lucarelli     |
|    | Italia (bandiera) | D     | Giacomo Murelli      |
|    | Italia (bandiera) | D     | Claudio Ottoni       |
|    | Italia (bandiera) | D     | Carmine Parlato      |
|    | Italia (bandiera) | D     | Massimiliano Rosa    |
|    | Italia (bandiera) | D     | Francesco Zanoncelli |
|    | Italia (bandiera) | D     | Gianluca Zattarin    |
|    | Italia (bandiera) | C     | Simone Baldo         |
|    | Italia (bandiera) | C     | Alessandro Bellemo   |

| N. |                   | Ruolo | Calciatore           |
| -- | ----------------- | ----- | -------------------- |
|    | Italia (bandiera) | C     | Angelo Di Livio      |
|    | Italia (bandiera) | C     | Gaetano Fontana      |
|    | Italia (bandiera) | C     | Marco Franceschetti  |
|    | Italia (bandiera) | C     | Damiano Longhi       |
|    | Italia (bandiera) | C     | Carmine Nunziata     |
|    | Italia (bandiera) | C     | Ferdinando Ruffini   |
|    | Italia (bandiera) | C     | Davide Tentoni       |
|    | Italia (bandiera) | A     | Alessandro Del Piero |
|    | Italia (bandiera) | A     | Giuseppe Galderisi   |
|    | Italia (bandiera) | A     | Filippo Maniero      |
|    | Italia (bandiera) | A     | Angelo Montrone      |
|    | Italia (bandiera) | A     | Roberto Putelli      |

## Calciomercato

### Sessione autunnale (novembre)
| Acquisti | Acquisti | Acquisti | Acquisti |
| R.       | Nome     | da       | Modalità |
| -------- | -------- | -------- | -------- |

| Cessioni | Cessioni        | Cessioni     | Cessioni   |
| R.       | Nome            | a            | Modalità   |
| -------- | --------------- | ------------ | ---------- |
| D        | Carmine Parlato | Baracca Lugo | definitivo |
| A        | Filippo Maniero | Ascoli       | definitivo |

## Risultati

### Campionato

#### Girone di andata
| Arbitro: | Merlino (Torre del Greco) |

|            |           |          |
| Longhi 53’ | Marcatori | 15’ Lupo |

| Arbitro: | Collina (Bologna) |

|             |           |  |
| Bonaldi 53’ | Marcatori |  |

| Padova 15 settembre 1991 3ª giornata | Padova                        | 0 – 0 | Brescia | Stadio Silvio Appiani\| Arbitro: \| Quartuccio (Torre Annunziata) \| |
| Arbitro:                             | Quartuccio (Torre Annunziata) |       |         |                                                                      |

| Arbitro: | Trentalange (Torino) |

|                                |           |  |
| Lorenzo 37’ (rig.) Turrini 61’ | Marcatori |  |

| Padova 29 settembre 1991 5ª giornata | Padova               | 0 – 0 | Casertana | Stadio Silvio Appiani\| Arbitro: \| Brignoccoli (Ancona) \| |
| Arbitro:                             | Brignoccoli (Ancona) |       |           |                                                             |

| Arbitro: | Amendolia (Messina) |

|               |           |             |
| Simonetta 61’ | Marcatori | 10’ Putelli |

| Arbitro: | Cornieti (Forlì) |

|                                                         |           |  |
| Franceschetti 44’ Galderisi 49’ Di Livio 64’ Longhi 70’ | Marcatori |  |

| Arbitro: | Fabricatore (Roma) |

|                                          |           |              |
| Incocciati 9’, 10’ Troscè 55’ Detari 83’ | Marcatori | 58’ Di Livio |

| Arbitro: | Cesari (Genova) |

|             |           |             |
| Putelli 11’ | Marcatori | 30’ Sensini |

| Arbitro: | F. Baldas (Trieste) |

|  |           |             |
|  | Marcatori | 3’ Montrone |

| Arbitro: | De Angelis (Civitavecchia) |

|                                      |           |  |
| Maniero 50’ (rig.) Montrone 70’, 84’ | Marcatori |  |

| Arbitro: | Rosica (Roma) |

|                |           |                   |
| D. Morello 46’ | Marcatori | 40’ Franceschetti |

| Arbitro: | Mughetti (Cesena) |

|             |           |             |
| Montrone 6’ | Marcatori | 74’ Taccola |

| Arbitro: | Chiesa (Milano) |

|                                                  |           |              |
| Moriero 3’ Baldieri 11’, 90’ (rig.) Bellotti 46’ | Marcatori | 58’ Di Livio |

| Arbitro: | Arena (Ercolano) |

|                                        |           |             |
| Galderisi 45’ (rig.) Franceschetti 71’ | Marcatori | 15’ Rizzolo |

| Arbitro: | Bazzoli (Merano) |

|                 |           |  |
| Rosa 62’ (aut.) | Marcatori |  |

| Arbitro: | De Angelis (Civitavecchia) |

|                                 |           |  |
| Galderisi 36’ Franceschetti 65’ | Marcatori |  |

| Piacenza 12 gennaio 1992 18ª giornata | Piacenza        | 0 – 0 | Padova | Stadio Galleana\| Arbitro: \| Dinelli (Lucca) \| |
| Arbitro:                              | Dinelli (Lucca) |       |        |                                                  |

| Arbitro: | Boggi (Salerno) |

|                         |           |  |
| Longhi 30’ Montrone 89’ | Marcatori |  |

#### Girone di ritorno
| Arbitro: | Arena (Ercolano) |

|                              |           |  |
| Vecchiola 28’ Bertarelli 83’ | Marcatori |  |

| Padova 2 febbraio 1992 21ª giornata | Padova        | 0 – 0 | Avellino | Stadio Silvio Appiani\| Arbitro: \| Rosica (Roma) \| |
| Arbitro:                            | Rosica (Roma) |       |          |                                                      |

| Arbitro: | Conocchiari (Macerata) |

|              |           |               |
| M. Rossi 67’ | Marcatori | 36’ Galderisi |

| Arbitro: | Nicchi (Arezzo) |

|              |           |             |
| Montrone 39’ | Marcatori | 33’ Lorenzo |

| Caserta 23 febbraio 1992 24ª giornata | Casertana           | 0 – 0 | Padova | Stadio Alberto Pinto\| Arbitro: \| Ceccarini (Livorno) \| |
| Arbitro:                              | Ceccarini (Livorno) |       |        |                                                           |

| Arbitro: | Boemo (Cervignano del Friuli) |

|              |           |          |
| Montrone 45’ | Marcatori | 25’ Paci |

| Arbitro: | Merlino (Torre del Greco) |

|              |           |  |
| R. Marino 3’ | Marcatori |  |

| Padova 22 marzo 1992 27ª giornata | Padova              | 0 – 0 | Bologna | Stadio Silvio Appiani\| Arbitro: \| F. Baldas (Trieste) \| |
| Arbitro:                          | F. Baldas (Trieste) |       |         |                                                            |

| Udine 29 marzo 1992 28ª giornata | Udinese                     | 0 – 0 | Padova | Stadio Friuli\| Arbitro: \| Cinciripini (Ascoli Piceno) \| |
| Arbitro:                         | Cinciripini (Ascoli Piceno) |       |        |                                                            |

| Padova 5 aprile 1992 29ª giornata | Padova         | 0 – 0 | Venezia | Stadio Silvio Appiani\| Arbitro: \| Luci (Firenze) \| |
| Arbitro:                          | Luci (Firenze) |       |         |                                                       |

| Arbitro: | Conocchiari (Macerata) |

|                |           |  |
| Signorelli 74’ | Marcatori |  |

| Arbitro: | Pairetto (Nichelino) |

|  |           |               |
|  | Marcatori | 36’ Ravanelli |

| Arbitro: | Cardona (Milano) |

|  |           |            |
|  | Marcatori | 88’ Longhi |

| Arbitro: | Rodomonti (Teramo) |

|              |           |             |
| Di Livio 38’ | Marcatori | 81’ La Rosa |

| Arbitro: | Brignoccoli (Ancona) |

|                               |           |  |
| P. Bresciani 47’ De Sensi 54’ | Marcatori |  |

| Arbitro: | Trentalange (Torino) |

|              |           |  |
| Montrone 51’ | Marcatori |  |

| Arbitro: | Merlino (Torre del Greco) |

|                      |           |                   |
| Provitali 18’ (rig.) | Marcatori | 26’ (aut.) Bucaro |

| Arbitro: | Rosica (Roma) |

|              |           |                    |
| Montrone 64’ | Marcatori | 37’ (aut.) Murelli |

| Arbitro: | Quartuccio (Torre Annunziata) |

|              |           |              |
| Ferretti 37’ | Marcatori | 31’ Montrone |

### Coppa Italia

#### Turni preliminari
| Arbitro: | Cesari (Genova) |

|             |           |  |
| Putelli 49’ | Marcatori |  |

| Salerno 25 agosto 1991 1º turno - Ritorno | Salernitana       | 0 – 0 | Padova | Stadio Arechi\| Arbitro: \| Mughetti (Cesena) \| |
| Arbitro:                                  | Mughetti (Cesena) |       |        |                                                  |

| Arbitro: | Conocchiari (Macerata) |

|                                     |           |              |
| Caniggia 27’ Bordin 38’ Perrone 65’ | Marcatori | 23’ Montrone |

| Arbitro: | Nicchi (Arezzo) |

|                                        |           |                      |
| Franceschetti 31’ Galderisi 49’ (rig.) | Marcatori | 40’ (rig.) Bianchezi |

## Statistiche

### Statistiche di squadra
| Competizione | Punti | In casa | In casa | In casa | In casa | In casa | In casa | In trasferta | In trasferta | In trasferta | In trasferta | In trasferta | In trasferta | Totale | Totale | Totale | Totale | Totale | Totale | DR |
| Competizione | Punti | G       | V       | N       | P       | Gf      | Gs      | G            | V            | N            | P            | Gf           | Gs           | G      | V      | N      | P      | Gf     | Gs     | DR |
| ------------ | ----- | ------- | ------- | ------- | ------- | ------- | ------- | ------------ | ------------ | ------------ | ------------ | ------------ | ------------ | ------ | ------ | ------ | ------ | ------ | ------ | -- |
| Serie B      | 36    | 19      | 6       | 12      | 1       | 21      | 9       | 19           | 2            | 8            | 9            | 9            | 23           | 38     | 8      | 20     | 10     | 30     | 32     | -2 |
| Coppa Italia |       | 2       | 2       | 0       | 0       | 3       | 1       | 2            | 0            | 1            | 1            | 1            | 3            | 4      | 2      | 1      | 1      | 4      | 4      | 0  |
| Totale       |       | 21      | 8       | 12      | 1       | 24      | 10      | 21           | 2            | 9            | 10           | 10           | 26           | 42     | 10     | 21     | 11     | 34     | 36     | -2 |

### Statistiche dei giocatori
In corsivo i giocatori ceduti a stagione in corso.
| Giocatore        | Serie B  | Serie B | Coppa Italia | Coppa Italia | Totale   | Totale |
| Giocatore        | Presenze | Reti    | Presenze     | Reti         | Presenze | Reti   |
| ---------------- | -------- | ------- | ------------ | ------------ | -------- | ------ |
| A. Bonaiuti      | 38       | -32     | 2            | 0            | 40       | -32    |
| E. Dal Bianco    | 0        | 0       | 2            | -4           | 2        | -4     |
| G. Cinetto       | 0        | 0       | 0            | 0            | 0        | 0      |
| D. Lucarelli     | 32       | 0       | 2            | 0            | 34       | 0      |
| G. Murelli       | 26       | 0       | 0            | 0            | 26       | 0      |
| C. Ottoni        | 33       | 0       | 3            | 0            | 36       | 0      |
| C. Parlato       | 0        | 0       | 1            | 0            | 1        | 0      |
| M. Rosa          | 28       | 0       | 3            | 0            | 31       | 0      |
| F. Zanoncelli    | 35       | 1       | 3            | 0            | 38       | 1      |
| G. Zattarin      | 0        | 0       | 0            | 0            | 0        | 0      |
| S. Baldo         | 3        | 0       | 3            | 0            | 6        | 0      |
| A. Bellemo       | 0        | 0       | 0            | 0            | 0        | 0      |
| A. Di Livio      | 36       | 3       | 4            | 0            | 40       | 3      |
| G. Fontana       | 22       | 0       | 2            | 0            | 24       | 0      |
| M. Franceschetti | 33       | 3       | 3            | 1            | 36       | 4      |
| D. Longhi        | 33       | 4       | 2            | 0            | 35       | 4      |
| C. Nunziata      | 35       | 0       | 3            | 0            | 38       | 0      |
| F. Ruffini       | 28       | 0       | 2            | 0            | 30       | 0      |
| D. Tentoni       | 12       | 0       | 3            | 0            | 15       | 0      |
| A. Del Piero     | 4        | 0       | 0            | 0            | 4        | 0      |
| G. Galderisi     | 32       | 4       | 3            | 1            | 35       | 5      |
| F. Maniero       | 4        | 1       | 2            | 0            | 6        | 1      |
| A. Montrone      | 31       | 11      | 1            | 1            | 32       | 12     |
| R. Putelli       | 23       | 2       | 4            | 1            | 27       | 3      |